# Hambartsoum Galstian
 (décembre 2023).
Si vous disposez d'ouvrages ou d'articles de référence ou si vous connaissez des sites web de qualité traitant du thème abordé ici, merci de compléter l'article en donnant les références utiles à sa vérifiabilité et en les liant à la section « Notes et références ».
Hambartsoum Galstian est un homme politique arménien.
Il est maire d'Erevan, la capitale de l'Arménie, de 1990 à 1992.